# پینترست
پینترست (به انگلیسی: Pinterest) نام وب‌سایت شبکه اجتماعی شناخته شده برای اشتراک‌گذاری تصاویر است که به کاربران اجازه می‌دهد بر اساس علاقهٔ خود به اصطلاح «پین» کنند و سایر اعضا این تصاویر را لایک زده یا در صورت لزوم «ریپین» کنند. اعضا می‌توانند کل تصاویر پین شده به یک بورد خاص متعلق به یک نفر را دنبال کنند. کاربران پینترست از طریق تمام شبکه‌های اجتماعی اعم از توییتر، تلگرام و واتساپ نیز می‌توانند عکس‌های خود را به اشتراک گذاشته و با یکدیگر همکاری داشته باشند. پین‌ترست با سرمایه‌گذاری ۲۷ میلیون دلاری تأسیس شده‌است و در فهرست ۵۰ سایت برتر سال ۲۰۱۱ از دید نشریه تایم قرار گرفته‌است.
این سایت به تازگی با ایجاد تغییراتی در استراتژی‌های خود، گام بزرگی را در جهت ورود به تجارت الکترونیکی به روش‌های B2C و C2C برداشته و در نرم‌افزارهای کاربردی آیفون و iPad خود دکمه‌ای با عنوان Buy اضافه کرده‌است. با اضافه شدن این دکمه، خرده‌فروشان این امکان را خواهند داشت که محصولات خود را ارائه کرده و کاربران نیز از طریق این دکمه ثبت سفارش نموده و مراحل خرید را از طریق ایمیل دنبال کنند.

## پینترست در ایران
این شبکه اجتماعی، در چند مرحله، در سال‌های ۱۳۹۱، ۱۳۹۶ و ۱۳۹۸و ۱۴۰۱، توسط دولت ایران فیلتر و پس از مدتی رفع فیلتر شد.
این نرم افزار از ابتدای مهر ماه سال ۱۴۰۱، به صورت نامحدود فیلتر شد.